# Klitten (Älvdalen)
Klitten is een plaats in de gemeente Älvdalen in het landschap Dalarna en de provincie Dalarnas län in Zweden. De plaats heeft 188 inwoners (2005) en een oppervlakte van 76 hectare.